# Gâlgău
Gâlgău es una comuna ubicada en el distrito de Sălaj, Rumania.

## Superficie
Posee una superficie de 75,31 kilómetros cuadrados.

## Demografía
Hasta 2021 la población era de 2313 habitantes, con una densidad de población de 30,71 habitantes por kilómetro cuadrado.